# Парламент Омана
Меджлис аш-Шура — законосовещательный орган (меджлис) Омана.

## Состав
Меджлис состоит из 83 избранных депутатов с консультативными полномочиями. Султан имеет право принимать окончательное решение и отклонять любой проект. В Омане запрещены все политические партии.